# شيموس هنري
شيموس هنري هو سياسي كندي، ولد في 4 يوليو 1949.